# Victor Bourgeois
Victor Bourgeois (* 29. August 1897 in Charleroi (Belgien); † 22. Juli 1962 in Ixelles bei Brüssel) war ein belgischer Architekt und Stadtplaner. Er war der ältere Bruder des Dichters Pierre Bourgeois.

## Leben
Victor Bourgois besuchte in den Jahren von 1914 bis 1919 die Académie royale des Beaux-Arts de Bruxelles in Brüssel und gründete mit seinem Bruder und anderen Partnern die Zeitschrift 7 Arts: tous les arts (1922–1928), welche in den 1920er Jahren den Kern der Modernen Bewegung in Belgien bildete. Im Umfeld der Zeitschrift formierte sich eine Künstlergruppe, der neben Pierre-Louis Flouquet, Karel Maes und Marcel-Louis Baugniet auch Felix De Boeck, Victor Servranckx, Jozef Peeters, Marc Eemans und Stanislas Jasinski angehören. 1930 trennt sich die Gruppe 7 Arts.
Im Jahr 1928 bildete er mit Huib Hoste die „Belgische Delegation“ (die beiden waren die einzigen Mitglieder dieser Delegation) zur Teilnahme an dem ersten Congrès International d’Architecture Moderne (CIAM, Internationaler Kongress moderner Architektur) La Sarraz (Schweiz), für den die reiche Gönnerin Hélène de Mandrot ihr Schloss zur Verfügung gestellt hatte. Diese von Hélène de Mandrot, Sigfried Giedion und Le Corbusier angeregte und unter dem Vorsitz von Karl Moser stattfindende Zusammenkunft angesehener Architekten erarbeitete die Statuten für die fortan jährlich organisierten CIAM-Kongresse, deren Ziel ein Gedankenaustausch zu aktuellen Problemen der damaligen Architektur und insbesondere des Städtebaus war. Victor Bourgois ergriff die Initiative, den 3. CIAM in Brüssel zu organisieren, der unter dem Leitmotiv Méthodes rationnelles pour la construction des groupements d'habitation („Rationnelle Methoden für den Bau von Wohngruppierungen“) stand.
Neben seiner Tätigkeit als Architekt und Stadtplaner wirkte Bourgeois als Professor an der École nationale supérieur d'architecture.
1960 wurde er zum Mitglied der Académie royale des Sciences, des Lettres et des Beaux-Arts de Belgique (Classe des Beaux-Arts) gewählt.

## Werke
Bei dem Bau der später prämierten Cité Moderne (1922–1925) in Berchem-Sainte-Agathe brach er die Einförmigkeit der Reihenhaus-Siedlung durch die unterschiedliche Gestaltung der Wohnhäuser, Platz- und Hofanlagen so wie durch eine lebhafte Komposition der Fassaden.
Als einziger Belgier entwarf er im Jahr 1927 das Einfamilienhaus in der Friedrich-Ebertstraße 118 unter der Leitung von Dr. Boll. Das Haus wurde im Nachhinein zur Ausstellung Die Wohnung aufgenommen, welches heute die Weißenhofsiedlung in Stuttgart ist.
Gemeinsam mit Henry van de Velde und Léon Stynen baute er den Pavillon für die Weltausstellung 1939 in New York.
Neben oft trockenen Verwirklichungen zeichnete er interessante Projekte wie das Rathaus von Ostende (1954). Mit dem Pavillon für die Weltausstellung 1958 in Brüssel fand er zurück zu der Flexibilität und Intensität seiner Anfänge.
Victor Bourgois fasste die „Architektur als Spiegel der Gesellschaft“ auf und setzte sich schon früh mit dem Städtebau auseinander. Er schuf vornehmlich Verwaltungsgebäude, Sozialbauten, Schulen und Siedlungen. Michel Ragon ordnet ihn der „Generation [zu], die man kubistisch nennen könnte“. Seine kleineren Häuser und Appartementgebäude zeichneten sich durch gerade Winkel und Flachdächer aus.

Cité Moderne (Berchem-Sainte-Agathe)
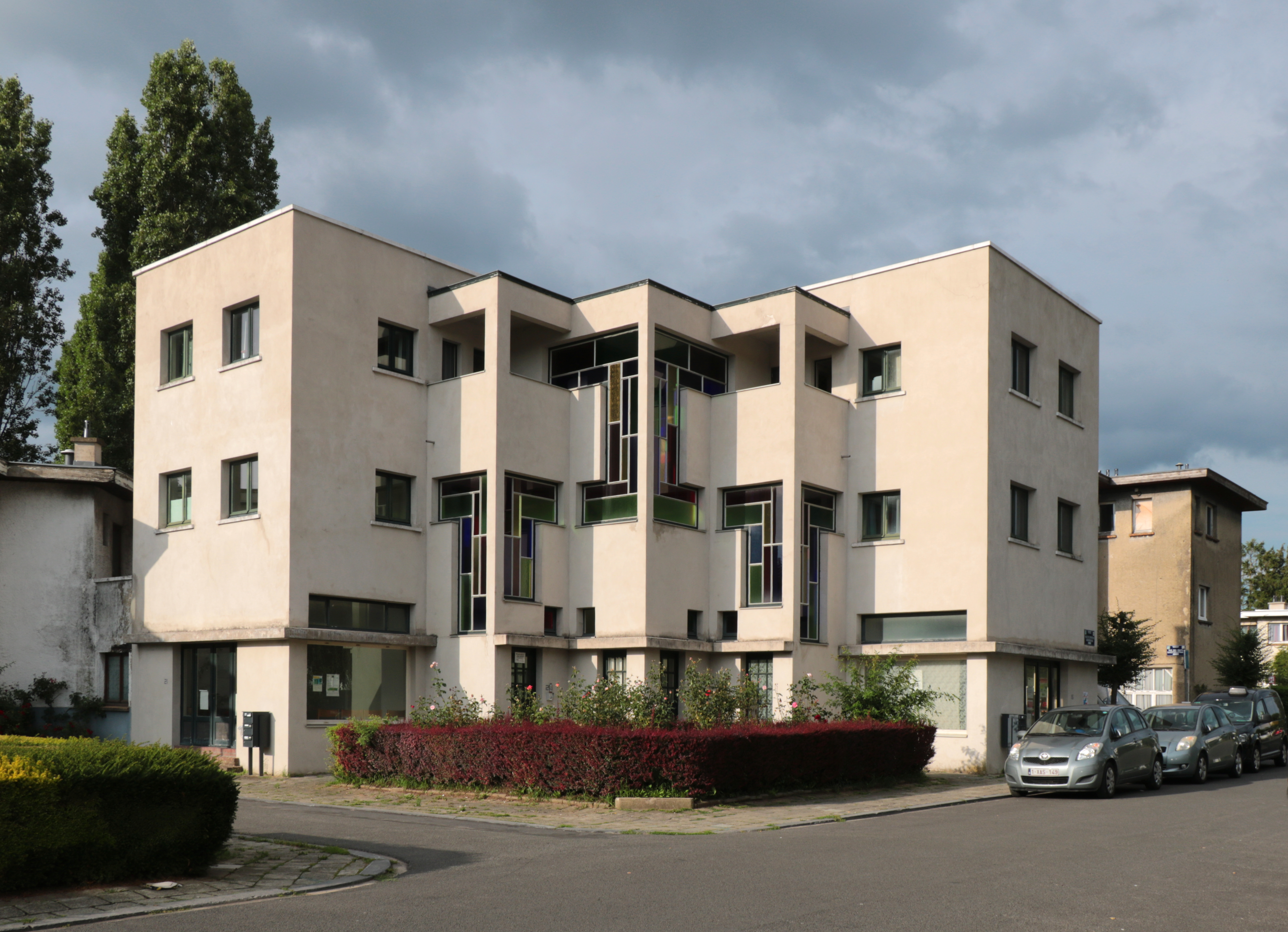
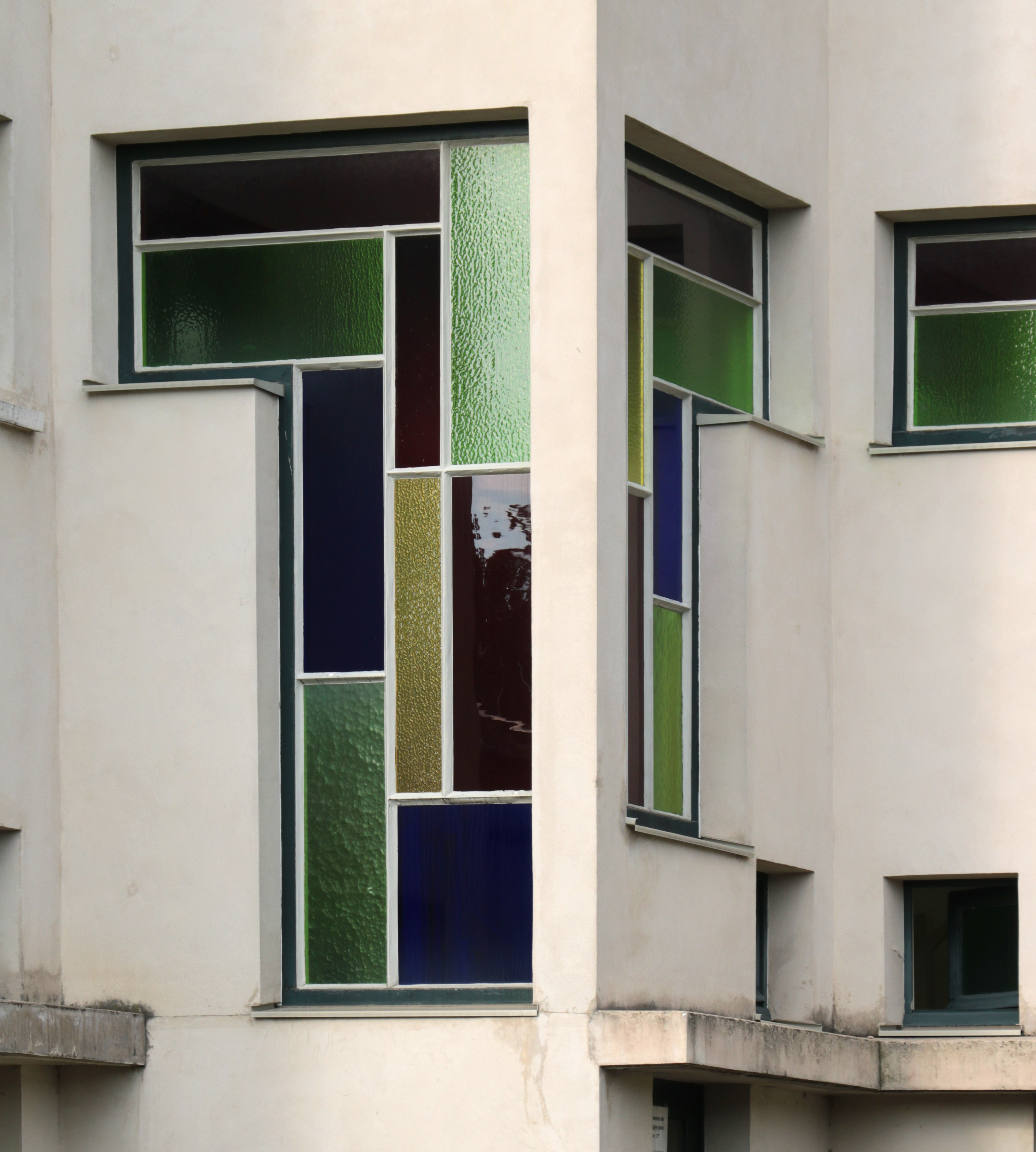
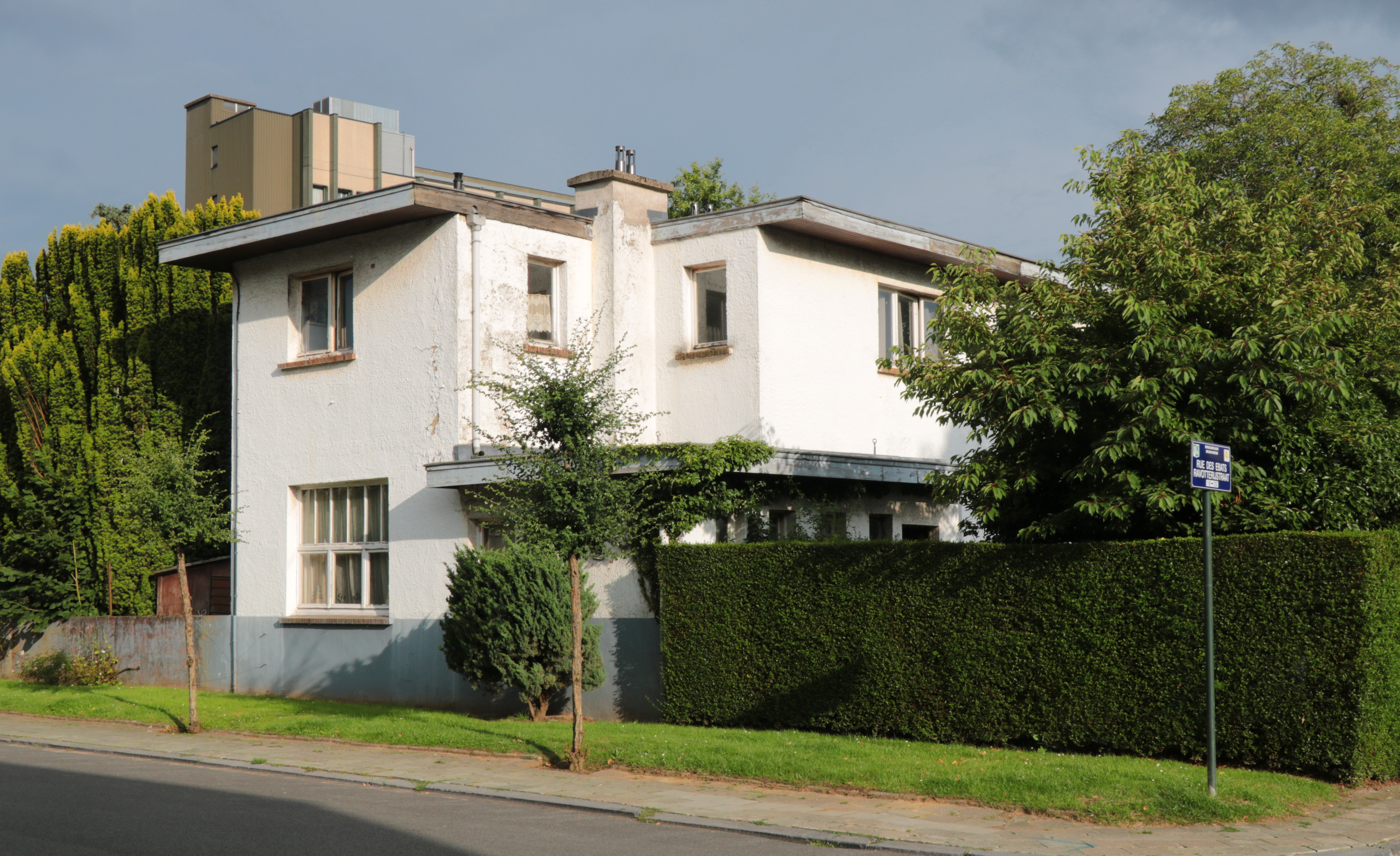

## Auszeichnungen
- 1925: Grand Prix der Exposition des Arts Décoratifs (Ausstellung der Dekorativen Künste) in Paris für die Cité Moderne in Berchem-Sainte-Agathe.